# Conrad Pellican
Konrad Kürschner dit Conrad Pellican ou Pellicanus ou encore Pellikanus est un humaniste, philologue hébraïsant et théologien protestant né le 8 janvier 1478 à Rouffach en Alsace et mort le 6 avril 1556 à Zurich. Pellican est, avec Johannes Reuchlin, le précurseur des études judaïques en Allemagne.

## Biographie
Fils d'un tisserand originaire de Weil der Stadt, Konrad Kürschner nait à Rouffach. Il entame sa scolarité dans sa ville natale avant de s'inscrire en 1491 - il a à peine treize ans - à l'université d'Heidelberg dont son oncle maternel Jodocus Gallus est recteur à plusieurs reprises. C'est à cette époque qu'il change de nom. Gallus le met en contact avec les humanistes qui entourent l'évêque de Worms Jean de Dalberg mais le renvoie bientôt chez ses parents car ses derniers ne peuvent assumer le financement de ses études. Il entre alors dans l'ordre des frères mineurs où il prononce ses vœux en 1494. Ses supérieurs lui trouvant des dispositions pour les études l'envoient à Tübingen, où il suit les enseignements du philosophe scotiste et mathématicien Paulus Scriptoris - vicaire général franciscain tourné vers l'évangélisme dont nombre d'élèves pencheront plus tard vers la réforme - qui éveille son intérêt pour la philologie.

### Philologie
Lors d'un déplacement avec Scriptoris, il rencontre un prêtre d'origine juive, Paul Pfeidersheimer, qui lui confie un Ancien Testament en hébreu, langue peu enseignée alors qu'il commence à apprendre en autodidacte avant d'être soutenu par Johannes Reuchlin. Dès 1501, il entreprend pour son propre usage la rédaction d'une grammaire et d'un dictionnaire hébraïques qui seront publiés à Strasbourg en 1504.
En 1501, il est ordonné prêtre. L'année suivante, il devient lecteur au couvent de son ordre à Bâle où il enseigne la théologie et gagne une grande réputation. Il prend part à la grande édition de saint Augustin imprimée par Johann Amerbach. En 1508, il retourne enseigner dans sa ville natale, période au cours de laquelle il a Sébastien Münster pour élève, avant d'être envoyé en 1511 pour enseigner aux novices franciscains à Pforzheim. À partir de 1514, sa nomination comme secrétaire du Provincial de son ordre, Kaspar Schatzger, lui permet de voyager et de constituer une collection d'ouvrages en hébreu. Il rencontre notamment Lefèvre d'Étaples à Paris et, député provincial de son ordre, il participe aux chapitres généraux franciscains de Rouen et de Rome en 1516 et 1517.

### Protestantisme
De retour au couvent de Bâle la même année, il reprend son enseignement de la théologie à l'université de la ville. Il fréquente le cercle d'humanistes proche de Didier Érasme mais son rapprochement avec la Réforme suscite, dès 1522 de dures attaques contre lui au point que les autorités bâloises doivent prendre sa défense. Il s'éloigne alors de son ordre et d'Érasme, non sans avoir essayé de le convaincre que ses différences de vues avec les réformés bâlois et Luther n'étaient pas inconciliables.
Zwingli fait appel à lui pour remplacer Jakob Ceporin, décédé en 1525, comme professeur de grec, d'hébreu et d'Ancien Testament à l'école de théologie de Zurich, une charge qu'il occupera jusqu'à sa mort, trente ans plus tard. La même année, il quitte son état sacerdotal et se marie.
Esprit conciliant, il ne participe pas aux controverses théologiques de son temps bien que son attachement au protestantisme soit profond. Ils se consacre essentiellement aux études et à l'enseignement. Il est, avec Theodor Bibliander et Pierre Cholin, l'un des principaux collaborateurs de la traduction de la Bible zurichoise de Leo Jud. On lui doit également le seul commentaire sur l'intégralité de la Bible qui soit produit à cette époque, qui sera imprimé par Christoph Froschauer entre 1532 et 1539. Il laisse également une précieuse autographie posthume, le Chronicon qui ne sera publiée qu'en 1877.
Conrad Pellican est l'oncle de l'humaniste et encyclopédiste Conrad Lycosthenes, fils de sa sœur Elizabeth Pellican et d'un notable alsacien.

## Œuvres
- De modo legendi et intelligendi Haebrarum, Strasbourg 1504
- Quadruplex Psalterium, Bâle, 1516
- Quadruplex Psalterium Davidis, Strasbourg, 1527
- Comentaria bibliorum, 7 volumes, Zurich, 1532-1539
- Explicatio libelli Ruth, 1532
- Index bibliorum, 1537
- Komm : Ruth. Ein heylig Büchlin des alten Testament, 1555
- Das Chronicon des Konrad Pellikan, éd. B. Riggenbach, Bâle, 1877
- Bibliographie des œuvres dans Erich Wenneker, article  « Pellikan, Konrad » in Biographisch-Bibliographisches Kirchenlexikon, vol. VII, Herzberg, 1994, col. 180-183, article en ligne

## Sources
- Hans Ulrich Bächtold, « Pellican, Conrad » dans le Dictionnaire historique de la Suisse en ligne, version du 27 novembre 2009.
- Jean-Paul Barbier, « Ma bibliothèque poétique », vol. 4, no 3 : Éditions des 15e et 16e siècles des principaux poètes français, éd. Librairie Droz, 1973, p. 199 extrait en ligne
- (de) Herbert Jaumann, « Handbuch Gelehrtenkultur der Frühen Neuzeit », vol. I, éd. Walter de Gruyter, 2004, p. 500, article en ligne